# Luigi Serra
Luigi Serra, né le 8 juin 1846 à Bologne et mort le 11 juillet 1888 dans la même ville, est un peintre italien, connu pour ses aquarelles.

## Biographie
En 1858, Luigi Serra commence à étudier au Collegio Artistico Venturoli, travaillant d'abord sous la direction de Gaetano Serrazanetti puis de Luigi Busi. En 1863, il est admis à l'Académie des beaux-arts de Bologne où il étudie sous la direction de Giulio Cesare Ferrari, d'Antonio Puccinelli et de Salvino Salvini, et en 1865, il reçoit une médaille pour la peinture. En 1866, il remporte l'Angiolini Stipend, un prix qui lui permet de se rendre à Florence.
À Florence, il est un compagnon de Raffaele Faccioli, avec qui il partage  un prix en 1866. Les dernières années de sa bourse (1869-1870) le conduisent à s'installer à Rome. À Florence, il se lie d'amitié avec le cercle des peintres Macchiaioli qui fréquentaient le Caffè Michelangiolo ; cependant, contrairement à ces peintres, Luigi Serra pratique un style puriste rappelant les peintres du Quattrocento comme Francesco del Cossa, Andrea del Castagno, Verrocchio et Pollaiolo. Au début des années 1870, Luigi Serra rejoint un conseil municipal pour l'éducation dirigé par Giosue Carducci et Raffaele Belluzzi. Luigi Serra, avec l'avocat Ulisse Sartori, représente les Sociétés d'artistes et des beaux-arts.
En 1870 à Parme, il expose : Annibale Bentivoglio, prisonnier au château de Varano. En 1877, Luigi Serra s'installe à Rome, l'année suivante, il entreprend des études pour le grand tableau Entrée de l'armée catholique à Prague (événement survenu après la bataille de la Montagne Blanche ) pour l'abside de l'église de Santa Maria della Vittoria. Cette église est fondée pour célébrer cet événement. En 1883, il expose ce tableau à Rome. Parmi ses aquarelles : Mezzogiorno ; Dal Colosseo (1884, exposé à la Mostra des Beaux-Arts de Turin); et l'esquisse de San Carlo ai Catinari.
En 1873, accompagné de Mario de Maria, de Paolo Bedini et de Raffaele Faccioli, Luigi Serra se rend à l'Exposition internationale de Vienne. En 1874, il se rend à Turin et rencontre Marco Calderini. L'année suivante, il gagne une autre bourse de trois ans. En 1875, après trois ans, Luigi Serra achève son Allégorie des Arts pour le sipario (rideau de théâtre) pour le Théâtre de Fabriano. En 1880, il revient pour terminer une autre peinture de figures allégoriques pour le plafond du Théâtre Gentile à Fabriano.
De retour à Rome, il expose quelques esquisses dans le cadre du concours pour la décoration de la "Salle Jaune" du Sénat. Malgré les efforts considérables déployés par Luigi Serra, étudiant l'histoire romaine et réalisant des esquisses préparatoires, il perd la commande au profit de Cesare Maccari. En 1882, son Apparition de la Vierge aux Saints François et Bonaventure, est commandée par les Padri Reformati de l'église du Crucifix située sur la via del Cestello à Bologne. Entre 1882 et 1883, il collabore sous le pseudonyme L'imbianchino au magazine Cronaca Bizantina publié par Angelo Sommaruga. Luigi Serra continue à publier des articles et des correspondances pour des périodiques jusqu'en 1877.
En 1881, Luigi Serra est nommé correspondant académique de l'académie royale des beaux-arts de Bologne, ville où il enseigne. En 1888, il expose également à Bologne des peintures représentant des sites antiques démolis à Rome dans le cadre de la rénovation urbaine.
En 1884, son portrait de Signora Deserti, malgré quatre mois d'efforts, est refusé. Il perd également une commande pour peindre le Chemin de croix pour l'église de San Gioacchino à Turin. En 1884, il présente deux aquarelles à l'exposition de Turin. En 1885, il s'installe à Rome et peint la toile I Coronari, vendue par la galerie florentine de Luigi Pisani. En 1886, il peint une grande toile tempera représentant Irnerius gloses (élucide) le code Justinien pour le plafond de la salle du conseil de la province de Bologne située dans le Palazzo d'Accursio. En 1888, il achève le portrait de Mme Enrica Whiting et étudie pour un tableau de Saint Jean Népomucène, commandé par le prince Torlonia pour la chapelle familiale de San Giovanni Laterano,.

## Élèves
- Giuseppe Romagnoli (1888)